# Henrik Dam Kristensen
Henrik Dam Kristensen, född 31 januari 1957, är en dansk politiker tillhörande Socialdemokraterne.
Dam Kristensen var ledamot av Folketinget 1990-2004. Under denna period hade han 1994-2001 olika ministerposter. Han valdes 2004 in i Europaparlamentet men avsade sig posten 2006 då han blev vald till partisekreterare. Han valdes återigen in i Folketinget 2007. 2011 valdes han till president för Nordiska rådet. Han var transportminister 2011-2013 och sysselsättningsminister 2014-2015. 2016 valdes han återigen till president för Nordiska rådet.